# Ebersecken
Ebersecken es una comuna suiza del cantón de Lucerna, situada en el distrito de Willisau. Limita al norte y al este con las comunas de Grossdietwil, Reiden y Altishofen, al noreste con Nebikon, al este y sureste con Schötz, al sur con Ohmstal, Fischbach y Zell, y al oeste con Grossdietwil y Altbüron.